# Токмансай (село)
Токманса́й (каз. Тоқмансай) — село у складі Алгинського району Актюбінської області Казахстану. Входить до складу Токмансайського сільського округу.
Населення — 346 осіб (2021; 366 у 2009, 354 у 1999, 370 у 1989).